# Магазета
Магазета («Рупор китайского Рунета») — популярное интернет-издание в формате коллективного блога о Китае, основанное в 2005 году Александром Мальцевым.

## История
В июле 2005 года в «Живом Журнале» был создан блог eluosi — «ЧЧЖЖ: Чанчуньский Живой Журнал», посвящённый китайскому городу Чанчуню и жизни его русскоговорящих жителей. Впоследствии проект был закрыт, а все записи блога — удалены.
20 октября 2005 года, на единственной оставшейся странице («закрытие ЧЧЖЖ») было объявлено о запуске нового проекта: более глобального и, в отсутствие постоянного журналистского состава, более субъективного. Эта дата считается официальным днём рождения «Магазеты». Первый номер «Магазеты», в статусе еженедельного электронного издания, вышел 23 октября. После регулярного выхода восьми номеров у интернет-издания появились более сотни читателей, 11 рубрик и свои поклонники.
Для дальнейшего развития ресурса, «Магазета» была трансформирована в «сообщество» (коллективный блог). Произошло коренное изменение формата, прошла большая PR-акция в блогосфере и в Рунете. Был собран коллектив постоянных авторов.
В октябре 2006 «Магазета» выигрывает в Международном конкурсе The Best of Blogs в номинации лучший блог на русском языке и становится объектом интереса со стороны международных СМИ. Популярность ресурса продолжает расти.
C мая 2007 года Магазета выходит в виде автономного сетевого ресурса с доменом magazeta.com. Название «Магазета» происходит от китайской фамилии основателя (Ма) + «газета». На «Магазету» ссылаются авторитетные издания и новостные агентства, такие как Коммерсантъ, РИА «Новости», Regnum.
В августе 2017 года «Магазета» была перезапущена, а также получила новый логотип.

## Блокировка в Китае
В августе 2007 года Магазету неоднократно блокируют на территории КНР по соображениям сетевой цензуры. К сентябрю её запрещают полностью. Впоследствии стали блокироваться также трансляции Магазеты на других серверах.
В ноябре 2008 года доступ к сайту «Магазеты» был вновь открыт на территории КНР.

## Проекты и статьи
После реконструкции Магазета вернулась к активной деятельности, один за другим запуская разнообразные культурные проекты. В их число входят:
- Словарь китайского сленга, в том числе сетевого[3]
- ChinaFilm.tv, проект по переводу китайских фильмов на русский язык[4]
- Подкаст Лаовайкаст о жизни и событиях в Китае. (пришёл на смену подкасту PODнебесная — первому русскоязычному подкасту о Китае). Laowaicast регулярно входит в число наиболее популярных в директории русскоязычных подкастов rpod.ru, победил в нескольких номинациях на Podcast Awards 2010 и 2011, вышел в финал конкурса The Best of Blogs в номинации «Лучший подкаст».
- Сбор фотографий из Китая на определенные темы

### Разделы и рубрики
«Магазета» публикует статьи от различных авторов в разделах "Новости Китая", "Китайский язык", "Hi-Tech", "Культура", "Общество", "История", "Путешествия", "Бизнес".
Среди регулярных рубрик в Магазете:
- Иероглиф дня
- Новости
- Китай в ссылках
- Китайская культура
- Китайские фильмы
- Китайский язык
- Фотографии Китая
- Китайская музыка
- Интервью
- Подкасты